# Béguinage de Diest
Le béguinage de Diest (begijnhof van Diest en néerlandais), situé à la périphérie nord de la ville belge de Diest dans la province du Brabant flamand, est un béguinage bien conservé et pittoresque qui fut fondé au bord de la Demer au milieu du XIIIe siècle.

## Historique
Les premières béguines s'installent à partir de 1245 sur le territoire de Webbekom, en dehors des remparts de Diest,.
En 1253-1254, Arnould IV, seigneur de Diest, achète le terrain à l'abbaye de Saint-Trond et l'ajoute à son domaine,.
Vers 1550, le curé Niklaas Esch (Nicolas Esch) fait démolir les maisons en torchis et établit pour le béguinage un plan en damier centré sur l'église, la place et l'infirmerie,.
Les maisons des béguines sont progressivement reconstruites pour former finalement un bel ensemble de maisons de style traditionnel, datées pour la plupart des XVIIe et XVIIIe siècles,.

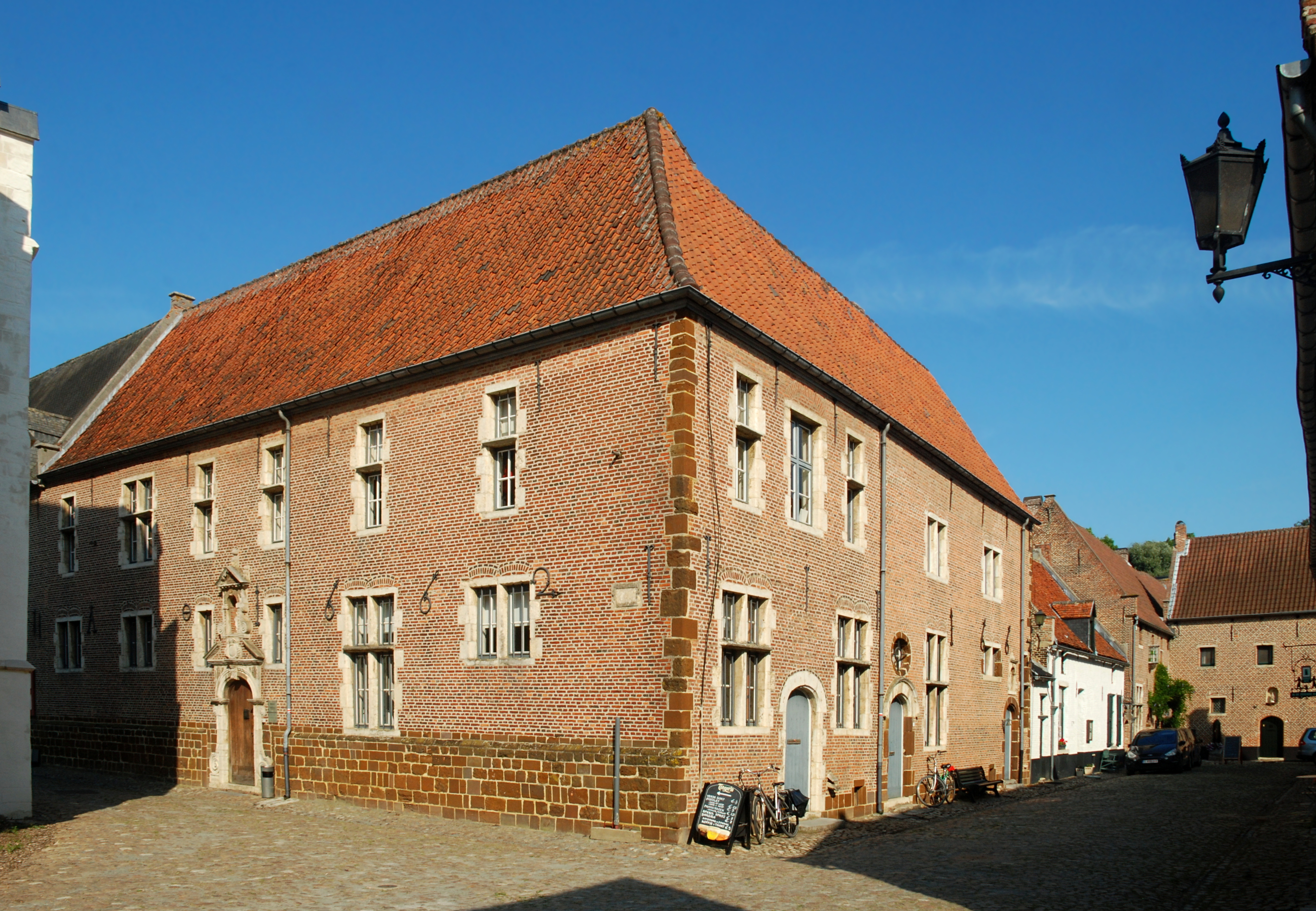
Apostelenconvent.

## Classement
Le béguinage (église, porte et maisons) est classé comme monument historique depuis le 25 mars 1938 et figure à l'Inventaire du patrimoine immobilier de la Région flamande sous la référence 859.
Il est par ailleurs classé comme site depuis le 20 février 1939 sous la référence 121558.
Le béguinage est par ailleurs classé comme site historique et culturel depuis le 20 février 1939.

## Description

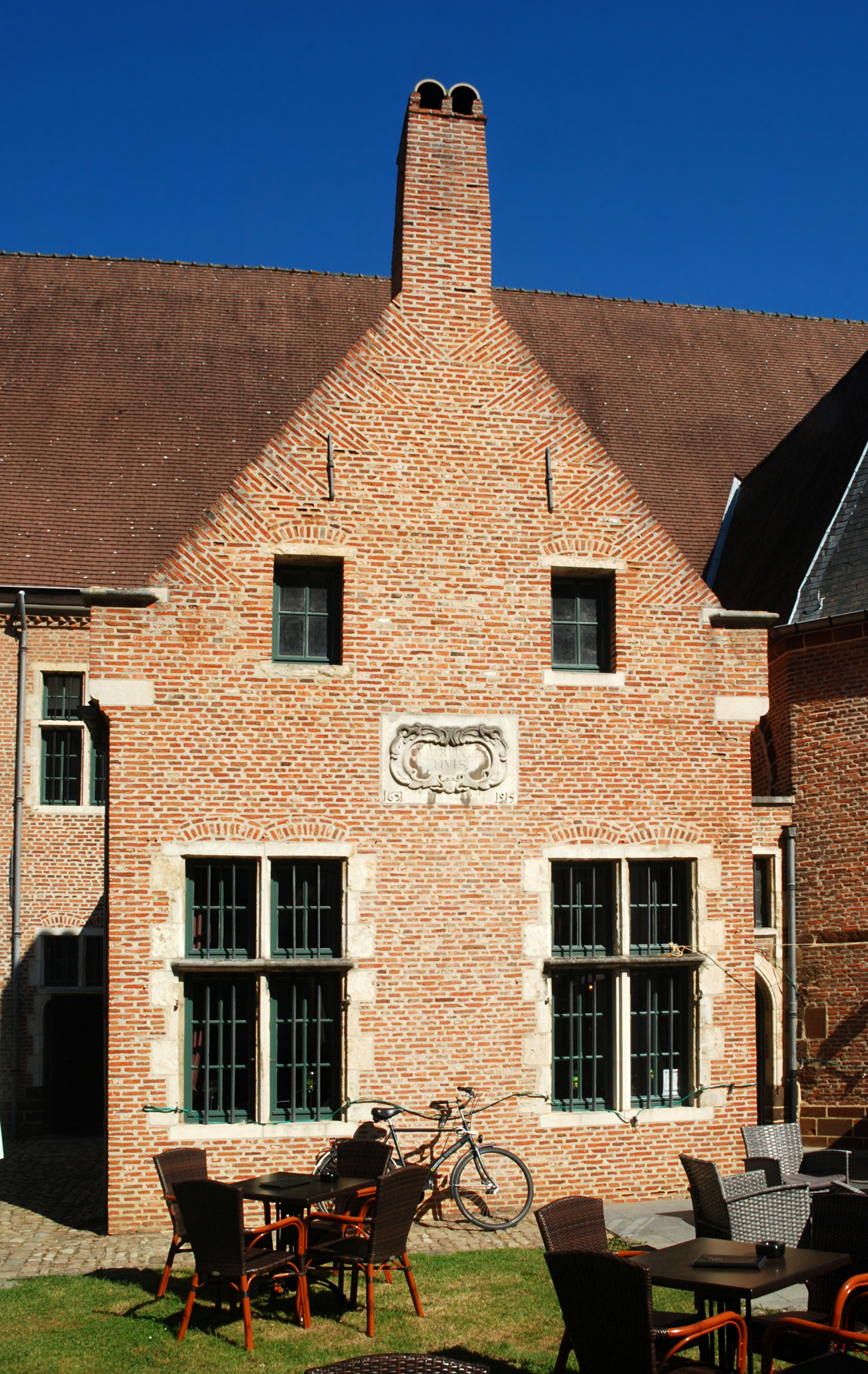
L'infirmerie.
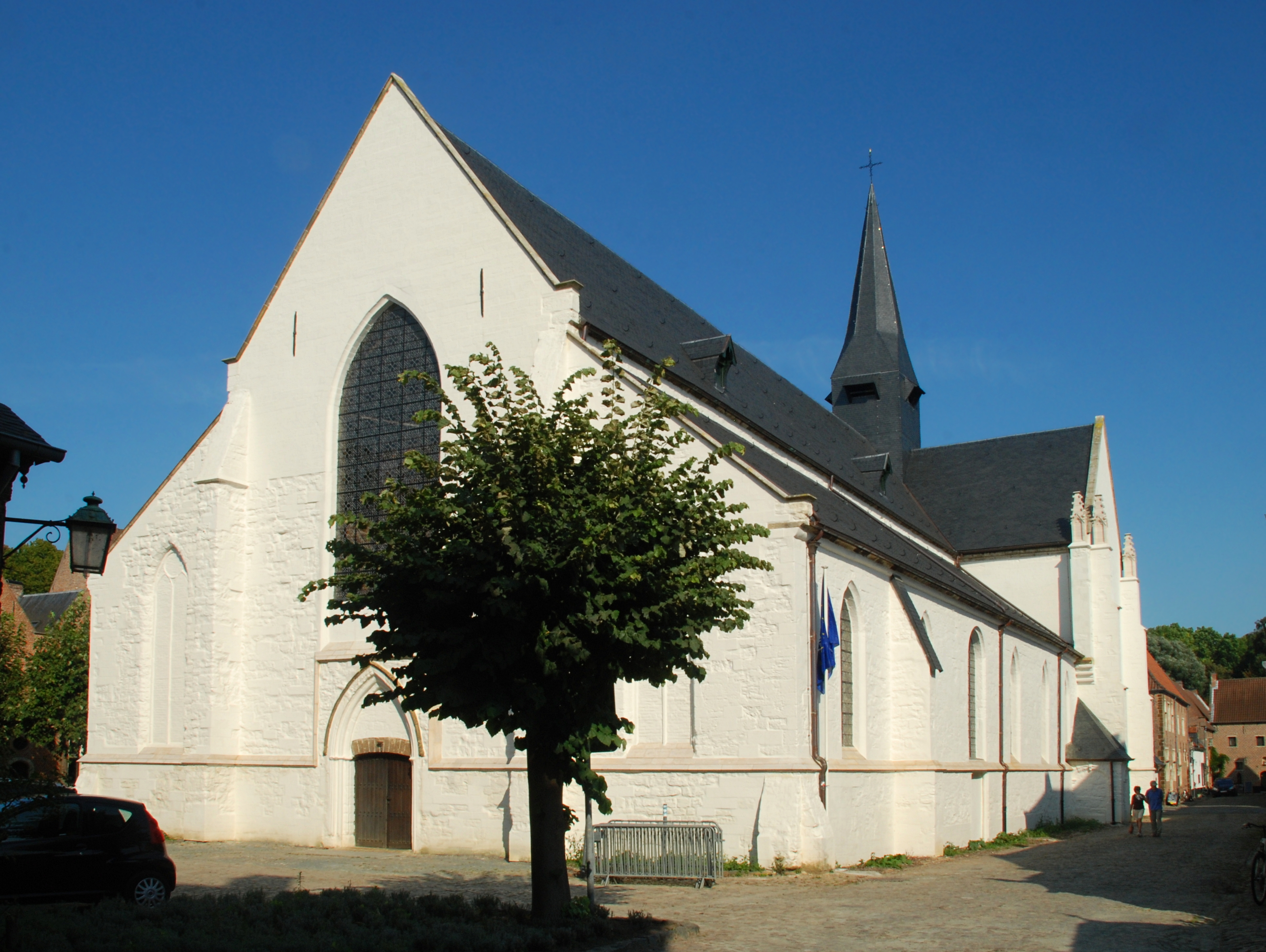
Église Sainte-Catherine de Diest.
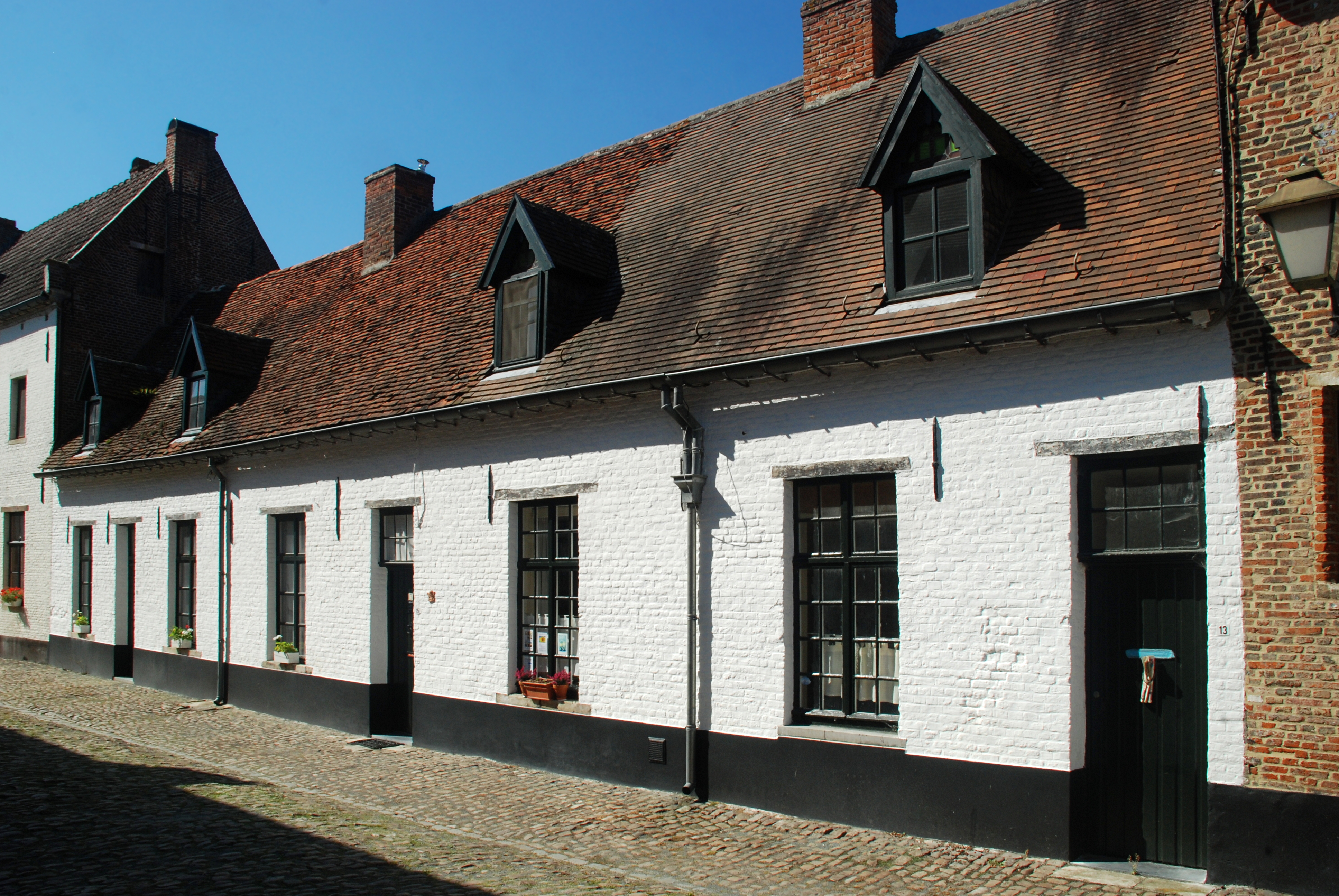
Engelenconventstraat numéro 13.